# 告別回憶 ～無垢少女～ 致最愛的你
《告别回忆 -無垢少女- 致最愛的你》於2019年3月28日發售，中文版同步發售。本作是告别回忆系列的第8作外传。

## 故事
春天,主角楠瀬累（lěi, ㄌㄟˇ）藉由「特待生特別國內交換留學制度」的短期留學再過不久便要結束,並將要回原本就讀學校所在的札幌市。這也意味著他將要與在湘南認識和重聚的人們告別。

## 角色介紹

### 湘南海陵高等中學
楠瀨 累（Kusunose Kasane，CV：坂泰斗）
17歲，4月10日出生。
本作的主人公，高中二年生，北海道羽幌町出身。暱稱「阿累」。
原札幌海陵高等中學的學生，因為學習成績優異而藉由跨校雙特制度轉入姊妹校「湘南海陵高等中學」、成為交換生。
擁有究極的洞察力與觀察力，只是身體素質嚴重缺乏耐久性、經常體力不支。
三城 柚莉（Miki Yuzuri，CV：武石步实）
17歲，9月6日出生。綽號「柚子」。
湘南海陵高等中學的二年生，與諾艾爾和壽奈櫻畢業自同一所國中。
自北海道羽幌生活開始就與楠瀨累是青梅竹馬，視楠瀨累如手足之親。
運動萬能、擁有傲人的記憶力與精神活力，卻在某些時刻經常出現腦子轉不了彎的情況、也經常讀不懂周遭的氣氛。
不屬於特定的在校社團，卻自稱「萬事通部長」、經常在任意的社團內幫忙。
三城 琴莉（Miki Kotori，CV：本渡枫）
17歲。
湘南海陵高等中學的二年生，自北海道羽幌生活開始就與楠瀨累是髮小、且彼此擁有初戀關係。
是柚莉和莉一的妹妹。
與假小子氣的柚莉相比，自己反而顯得嫵媚一些。
三城 莉一（Miki Riichi，CV：鈴木裕斗）
17歲，9月6日出生。
湘南海陵高等中學的二年生，自北海道羽幌生活開始就與楠瀨累是兒時玩伴。
三城柚莉的長兄，時刻關愛柚莉的身體健康，因此在學校甚至被認為是妹控。
在校戲劇社成員之一，是非常受女生們歡迎的型男、綽號「莉仔」。
相葉 詞乃（Aiba Shino，CV：平流艾伦）
17歲，10月5日出生。
湘南海陵高等中學的二年生暨學生會會長。
鎮場力爆表，凡事不輕易慌張。
出生於日本傳統舞蹈家族，有一個名為「薰子」的前衛風格的家姊。
擅長插畫，對漫畫創作感興趣。
非常喜歡貓。

### 林鐘寺女子高等中學（林女）
嘉神川 諾艾爾（Kagamigawa Noelle，CV：千本木彩花）
15歲，11月24日出生。
林鐘寺女子高等中學的一年生。
是嘉神川克羅艾的妹妹，生於斯特拉斯堡，自然也是半混血（母親是法國人）。
國中開始在日本就讀，彼時認識了壽奈櫻與柚莉。
因為對某些事情不知所措、而決定報讀女子高中，但這並沒有解決什麼問題。
偶爾會用法語吐槽，就是想吐個爽快、且不打算讓周圍的人聽懂。
與稻穗信是舊識，經常在海滨咖啡店·YuKuRu喝咖啡。
在家養著一頭叫做「糕餅」的寵物貂，在外養有一頭名為「小銀魚」的流浪貓。
志摩 壽奈櫻（Shima Sunao，CV：德井青空）
16歲，8月1日出生。
林鐘寺女子高等中學的一年生，愛稱「小櫻（ナオ）」。
與諾艾爾和柚莉是國中舊識，與諾艾爾一同考入林鐘寺女子高等中學。
母親是西澄空公寓「夕凪庄」的房東，父親是該公寓旁邊的明龍神社的經營人。
養了一條名為「砂糖」的雜種犬，而這雜種卻是稻穗信的愛犬「TOMOYA」所生。
只看打扮的話，會被以為是要在高中階段出道的藝人。
特別喜歡看戀愛輕小說與少女漫畫，是稻穗鈴的忠實粉絲。
特別不擅長唬爛。
神崎 美咲（Kanzaki Misaki，CV：吉田仁美）
生辰未知。
林鐘寺女子高等中學的一年生，父親是這個學校的理事長。
與壽奈櫻是髮小，從國小開始彼此相識。
骨子裡討厭唬爛……聽不得別人唬爛，也討厭任何需要自己去唬爛的情況。
日紫喜 瑞羽（Himuraki Mizuha，CV：矢作纱友里）
16歲，12月3日出生。
林鐘寺女子高等中學的二年級學生暨學生會會員。
身為大小姐，自小被爺爺安排學習多國語言、料理、劍術等各種技能。
對人對己都異常嚴格，對自己熟識的學妹特別照顧。
經常被叫錯姓氏，因為自己的姓氏對某些人而言根本很難準確記住。

### 秋村精神診所
秋村 司郎（Akimura Shirou，CV：山口正秀）
32歲，生日未知。
秋村精神診所的主任醫師。

### 海滨咖啡店·YuKuRu
稻穗 信（Inaho Shin，CV：间岛淳司）
26歲，1月4日出生。
海滨咖啡店·YuKuRu的老板（Master），非常忌諱被他人稱作「店長」。
因身為輕小說寫手的家姊稻穗鈴接管了一個舊咖啡館的原因，所以從風流庵辭職過來打理店鋪。
告别回憶全系列均有登場（MO4外傳除外），人稱「閉憶先生（Mr. Memories Off）」。
自己養的狗最終還是命名為「TOMOYA」。
汐鐘 京子（Shiogane Kyouko，CV：樱井美纪）
24歲，4月1日出生。
沖繩出身，因為喜歡海邊的生活、而決定在這一帶居住、謀生。
前任風流庵主廚，人稱「老京」，後隨稻穗信一同辭職，二人共同策畫、打理海滨咖啡店·YuKuRu。
身為兼職的潛水教練，在潛水與衝浪愛好者群體內也非常有名。
海滨咖啡店·YuKuRu的命名者。
害怕鬼故事與恐怖電影，與其他人相比更容易受到莫名的驚嚇。